# Contessina Bardi
Contessina Bardi (Florencia c. 1390-ibidem, octubre de 1473), hija de Alejandro de Bardi, perteneciente a la importante familia Bardi. Es conocida principalmente por ser la esposa de Cosme de Médici El Viejo, y matriarca de la Dinastía Médici.

## Biografía
Fue llamada Contessina en honor de la condesa Matilde de Canossa. Su familia fue riquísima durante un tiempo, pero con la quiebra del banco de su propiedad alrededor del siglo XIII habían disminuido mucho su influencia.
A pesar de esto fueron capaces de mantener una buena posición invirtiendo principalmente en sus bienes raíces: castillos, fuertes y tierras, de las que eran señores en puntos estratégicos de los límites septentrionales de Florencia. Por esto siempre gozaron de cierta importancia como señores feudales y caballeros, lo que seguramente pareció muy interesante a los Médici. De hecho a la primera oportunidad dispusieron de este brazo armado para ayudarse en la estrategia de mantención (a veces forzado) del consenso del apoyo popular, lo que les dio hegemonía política en la zona.

## Familia
Contessina se casó con Cosme el Viejo en 1415 y tuvieron dos hijos:
- Pedro de Cosme de Médici, 1416-1469;
- Juan de Cosme de Médici, 1421-1463;

Además se ocupó del hijo ilegítimo de su esposo, Carlos de Cosme de Médici, quien fue llevado al palacio familiar y criado como uno más de sus hijos.
Cuando su esposo fue exiliado en 1433 ella se refugió en la Villa de Cafaggiolo en Mugello y retornó a la ciudad tras el triunfo de Cosme. 
Sobrevivió a su marido quien falleció en 1464 y fue un referente para su descendencia, a tal punto que Lorenzo el Magnífico nombró a su hija menor en su honor.
De ella llegan a nuestros días cuatro cartas escritas a sus familiares Bardi.

## En la ficción
Desde octubre de 2016 Contessina es interpretada por la actriz Annabel Scholey en la miniserie Medici: Masters of Florence.